# Miguel Rodríguez Orejuela

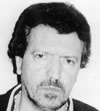
Miguel Rodríguez Orejuela

Miguel Angel Rodriguez Orejuela (ur. 23 listopada 1943) – kolumbijski baron narkotykowy.
Jeden z przywódców kartelu z Cali, z siedzibą w mieście Cali. Młodszy brat Gilberto Rodrígueza Orejueli. Za datę jego urodzin uznaje się również dzień 15 sierpnia 1943 roku, na podstawie jednego z jego sfałszowanych paszportów.

## Kartel z Cali
Wraz ze swoim bratem, Gilberto Rodriguezem oraz José Santacruzem Londoño utworzyli kartel z Cali w 1970 roku. Wtedy to zajmowali się przede wszystkim przemytem i handlem marihuaną. W 1980 ich wpływy rozszerzyły się o obrót kokainą i handel ludźmi. Przez pewien czas kartel Cali kontrolował dostawy większości kokainy do USA.
Kartel ten był mniej okrutny niż jego główny rywal, Kartel z Medellín. Angażował się w kampanię przemocy wobec rządu kolumbijskiego, preferował jednak metody korupcyjne, a nie przemocowe. Jednak po upadku kartelu Medellín kolumbijskie władze zwróciły uwagę na kartel Cali. Akcję policji wobec kartelu rozpoczęto w lecie 1995 roku.

## Aresztowanie
W dniu 6 sierpnia 1995 r., Miguel Rodriguez Orejuela został aresztowany, gdy kolumbijskie oddziały policji wkroczyły do jego mieszkania. Nie kwalifikował się on do procesu ekstradycji do USA za przestępstwa popełnione przed 16 grudnia 1997. Jednakże w czasie, gdy był przetrzymywany w Kolumbii, nadal angażował się w handel narkotykami. W rezultacie Stany Zjednoczone wystosowały wniosek o jego ekstradycję.

## Ekstradycja
W dniu 11 marca 2005 Rodriguez Orejuela został wydany Stanom Zjednoczonym. Wraz z – uprzednio wydanym USA bratem – został oskarżony o przemyt kokainy do USA. 26 września 2006 r. skazano ich – po przyznaniu się do winy – na 30 lat więzienia. 16 listopada 2006 r. zostali ponownie oskarżeni, tym razem o pranie brudnych pieniędzy. Przyznali się do winy i zostali skazani na dodatkowe 87 miesięcy więzienia. Obecnie Miguel Rodríguez Orejuela odsiaduje wyrok 30 lat więzienia w USP McCreary w Kentucky.

## W popkulturze
W serialach Narcos i Narcos: Meksyk w postać Orejueli wciela się Francisco Denis.